# Crossrail (ferrovia)
Il Crossrail è il passante ferroviario di Londra che congiunge la linea proveniente da ovest (la Great Western Main Line da Bristol) con quelle provenienti da est e sud-est (la Great Eastern Main Line per Norwich, e la ferrovia Lewisham-Rochester per Gravesend), passando prevalentemente sotto il centro urbano della città di Londra.
Ritenuto uno dei più grandi progetti di costruzione ferroviaria e infrastrutturale d'Europa, il progetto fu ufficialmente approvato il 5 ottobre 2007 dal Primo ministro Gordon Brown, finanziato con capitale sia pubblico sia privato, e ricevette il parere favorevole della regina il 22 luglio 2008; verso la fine dell'anno fu firmato il capitolato definitivo con la totale approvazione dei fondi per la costruzione dell'opera, così da iniziare i lavori nel 2009.
Il Crossrail è il cuore del servizio dell'Elizabeth Line con frequenze nel tratto tra Paddington e Whitechapel che prevedono il passaggio di 24 treni ogni ora, in orario di punta, e 16 treni ogni ora, in orario di morbida.

## Storia
| Data    | Evento |
| ------- | --- |
| 1941–48 | Le prime proposte per delle gallerie ferroviarie attraverso Londra sono state avanzate dal George Dow ed esaminate dal Consiglio della Contea di Londra                                           |
| 1974    | Un rapporto commissionato dal DoE e il GLC ha raccomandato che la costruzione del tunnel del Crossrail si spingesse da Paddington a Liverpool Street                                              |
| 1989    | Il Central London Rail Study ha raccomandato tre schemi per Crossrail, incluso un percorso est-ovest da Paddington (o Marylebone) a Liverpool Street                                              |
| 1991    | Un disegno di legge promosso da London Underground e British Rail e sottoposto al Parlamento proponeva una nuova galleria ferroviaria Paddington-Liverpool Street                                 |
| 2001    | TfL e DoT hanno promosso Crossrail tramite i Cross London Rail Links |
| 2004    | Alcuni senior manager della ferrovia hanno promosso un ampliato schema regionale noto come Superlink                                                                                              |
| 2005    | Il disegno di legge riguardo al Crossrail del 2005 è stato posto all'attenzione del Parlamento |
| 2008    | Crossrail Act del 2008 ha ricevuto Assenso Reale il 22 luglio |
| 2009    | I lavori di costruzione sono incominciati a Canary Wharf il 15 maggio |
| 2015    | TfL Rail ha iniziato a gestire i primi servizi ferroviari da Liverpool Street a giugno |
| 2021    | La tratta principale del Crossrail, ovvero il tunnel principale, sarà aperta in primavera. Tutti i servizi saranno rinominati in Elizabeth Line. Il resto della tratta sarà prossimo all'apertura |
| 2026    | Possibile data per la nuova stazione di Old Oak Common |

### Pianificazione e finanziamenti

#### Proposte del 1948
Il concetto di gallerie ferroviarie con ampio diametro che attraversano il centro di Londra per collegare le principali stazioni di testa di Paddington e Liverpool Street è stato proposto, per la prima volta, da George Dow nel quotidiano londinese The Star nel giugno del 1941. Ha inoltre proposto la costruzione di linee nord-sud, anticipando i primi progetti del dopoguerra del Thameslink. L'attuale proposta di costruzione del Crossrail ha le sue origini nel Piano della Contea di Londra del 1943 e nel Piano della Grande Londra del 1944, entrambi sviluppati da Sir Patrick Abercrombie. Questi progetti hanno portato alla nomina, nel 1944, di un comitato specializzato, il quale ha presentato dei rapporti nel 1946 e 1948. Tra i vari percorsi proposti vi erano: il percorso "A", che è, in gran parte, l'attuale percorso del Thameslink, avrebbe unito Loughborough Junction a Euston, sostituendo il ponte di Blackfriars; il percorso "F" avrebbe collegato Lewisham con Kilburn via Fenchurch Street, Bank, Ludgate Circus, Trafalgar Square, Marble Arch e Marylebone. Tra questi, al percorso "A" è stata attribuita una priorità maggiore rispetto al percorso "F"; in ogni caso, il percorso C è stato l'unico a essere costruito, anche se con una galleria di diametro inferiore, e oggi è la linea Victoria della Metropolitana di Londra.

#### Proposte del 1974
Il termine "Crossrail" è emerso nel London Rail Study Report del 1974 da un gruppo direttivo istituito dal Dipartimento dell'Ambiente e il Consiglio della Grande Londra che aveva l'obiettivo di esaminare le future esigenze di trasporto e i piani strategici per Londra e il Sud Est. La relazione conteneva diverse opzioni per nuove linee ed estensioni: lo sviluppo della linea Jubilee (allora si chiamava linea Fleet) fino a Fenchurch Street, il progetto d'estensione della linea Jubilee (linea River) e una linea ferroviaria tra Chelsea e Hackney. È stata proposta la riapertura delle due canne della galleria di Snow Hill, oltre che di due linee ferroviarie sotterranee:
- una galleria più settentrionale nel quale sarebbero passati i servizi ferroviari tra Paddington e Liverpool Street, via Marble Arch, Bond Street / Oxford Circus, Leicester Square / Covent Garden, e Holborn / Ludgate;
- una galleria più galleria meridionale nel quale sarebbero passati i servizi ferroviari tra Victoria e London Bridge, via Green Park / Piccadilly, Leicester Square / Covent Garden, Ludgate / Blackfriars e Cannon Street / Monument.

Lo studio del 1974 ha stimato che 14000 passeggeri sarebbero stati trasportati in ora di punta nel tunnel settentrionale tra Paddington e Marble Arch e 21000 tra Liverpool Street e Ludgate Circus, che sarebbe anche il trasporto di merci. Stime più elevate sono state fatte per la galleria meridionale. Nel rapporto si considerava che il Crossrail fosse simile alla RER di Parigi e la S-Bahn di Amburgo. Sono stati fatti dei riferimenti anche a eventuali servizi per l'aeroporto di Heathrow. Anche se l'idea era visto come fantasiosa, è stata data solo un'approssimativa stima dei costi: £300 milioni. Uno studio di fattibilità è stato consigliato come priorità in modo che la fattibilità e i costi del sistema sarebbero stati possibili da determinare. È stato anche suggerito che l'allineamento dei binari della galleria avrebbe dovuto essere salvaguardato, intanto che si sarebbe presa la decisione finale.

#### Proposte del 1989
Nel Central London Rail Study del 1989 si è argomentato che la costruenda galleria avrebbe dovuto avere sagoma standard in modo da permettere il collegamento alla rete ferroviaria esistente seguendo uno dei seguenti progetti: un progetto Est-Ovest, un progetto "City" o un progetto Nord-Sud.
Il progetto Est-Ovest prevedeva una linea da Liverpool Street a Paddington / Marylebone con due connessioni alla sua estremità occidentale che collega il tunnel fino alla Great Western Main Line e alla linea Metropolitan della metropolitana. Il percorso dello progetto "City" è stato, invece, presentato come una nuova connessione attraverso la City di Londra che avrebbe collegato le ferrovie provenienti da nord (Hertfordshire, Bedfordshire, Cambridgeshire, e Norfolk) con la stazione di London Bridge. Il progetto per la linea Nord-Sud, infine, è stata proposta come collegamento tra la West Coast Main Line e le stesse ferrovie provenienti da nord attraverso Euston e King's Cross-St Pancras e poi sotto il West End con fermate a Tottenham Court Road, Piccadilly Circus e Victoria in direzione Crystal Palace e Hounslow. Il rapporto raccomandava, inoltre, una serie di altri programmi tra cui una linea di supporto Metro Thameslink e una nuova linea metropolitana Chelsea - Hackney. Costo dello schema Est - Ovest, compreso il materiale rotabile, è stato stimato a £885 milioni.
Nel 1991, un disegno di legge presentato al Parlamento, proponeva la costruzione di una nuova linea della metropolitana da Paddington a Liverpool Street. La proposta di legge è stata promossa da London Underground e British Rail e sostenuta dal governo ma è stata respinta dal Private Bill Committee nel 1994, per il fatto che, nonostante il Governo abbia emanato delle "Indicazioni di tutela", non sarebbe stata realizzata un'argomentazione atta a proteggere il percorso della linea da sviluppi che avrebbero messo a repentaglio progetti futuri.

#### Proposte del 2001
Nel 2001, Cross London Rail Links (CLRL), una società mista, 50/50, tra Transport for London e il Dipartimento dei Trasporti, è stata fondata per sviluppare e promuovere il progetto, oltre che un progetto Wimbledon - Hackney. Nel 2003 e nel 2004, si sono tenuti più di cinquanta giorni di manifestazioni per spiegare le proposte in oltre trenta luoghi diversi.

#### Superlink
Una proposta ancor più ambiziosa denominata Superlink è stata proposta nel 2004, per un costo stimato di 13 miliardi di sterline, che prevedeva, oltre alla galleria sotterranea est-ovest attraverso il centro di Londra di Crossrail, anche un'infrastruttura aggiuntiva nell'area metropolitana: le linee avrebbero dovuto collegare città tra cui Cambridge, Ipswich, Southend, Pitsea, Reading, Basingstoke e Northampton. Secondo i promotori del progetto, la linea avrebbe trasportato un numero di passeggeri quattro volte maggiore e, pertanto, avrebbe richiesto una sovvenzione pubblica più bassa. La proposta è stata respinta dalla società Crossrail Ltd e non è riuscita a ricevere il sostegno dell'allora sindaco di Londra, Ken Livingstone, né del Dipartimento dei Trasporti.

### Approvazione
Il Decreto Crossrail del 2008 fu approvato dalla regina nel luglio 2008, dando alla società Crossrail i permessi necessari per costruire la linea ferroviaria. I lavori di costruzioni iniziarono il 15 Maggio 2009. A settembre 2009 il progetto ricevette £1 miliardo di fondi. Il denaro fu prestato a Transport for London dalla Banca europea per gli investimenti. Entrambi i partiti britannici (conservatori e laburisti) commissionarono dei manifesti nelle campagne elettorali del 2010, promettendo di completare il progetto; la coalizione di governo formatasi dalle elezioni commissionò il progetto. La tabella di marcia originale prevedeva il primo treno nel 2017, ma nel 2010 il governo lo ritardò al 2018 per risparmiare £1 miliardo.

### Costruzione

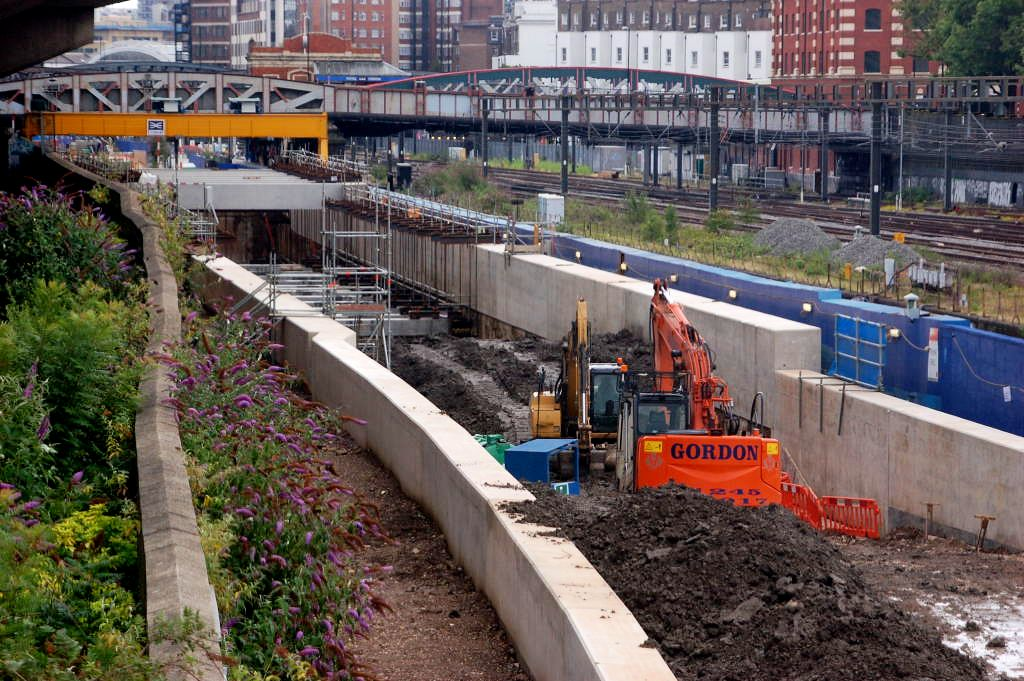
Costruzione del portale del Crossrail presso Royal Oak, visto da una passerella a ovest della stazione della metropolitana di Royal Oak, come si presentava nel luglio 2011

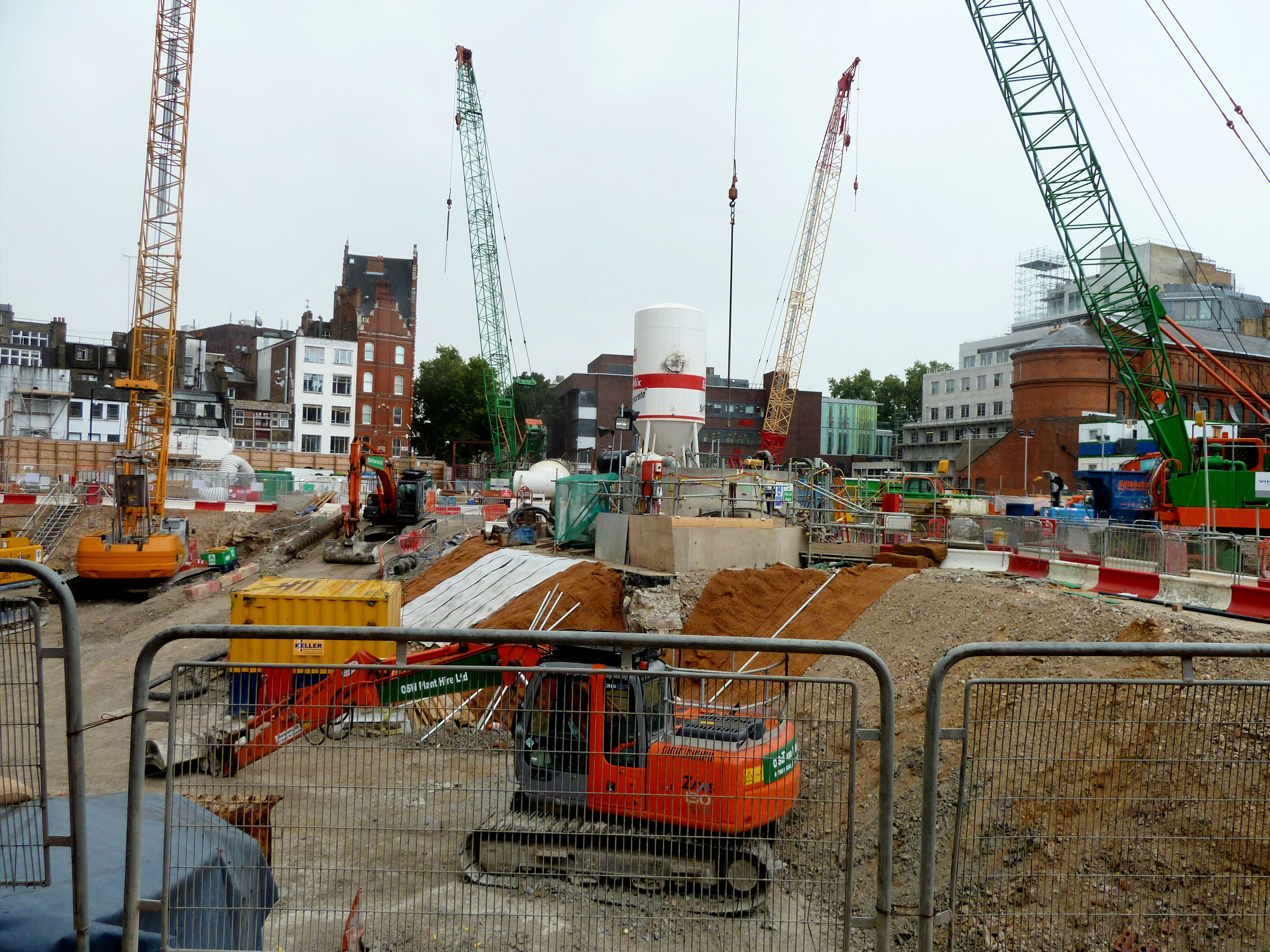
Costruzione del Crossrail presso Tottenham Court Road nel settembre 2011

#### Manodopera specializzata
All'inizio dei lavori i manager avevano calcolato che nel Regno Unito si trovavano circa 700 adatti a questo tipo di lavoro sotterraneo, contro i 1200 che sarebbero stati necessari. Si è deciso pertanto di creare un centro di formazione apposito: la Tunnelling and Underground Construction Academy, a Ilford, dove si trova, fra l'altro, un mini-tunnel in cui vengono simulate situazioni di emergenza.

#### La cruna dell'ago
La cruna dell'ago (in inglese eye of the needle) è il nome che i costruttori hanno dato a una posizione particolarmente critica, presso la stazione di Tottenham Court Road, a causa del fatto che il nuovo tunnel sarebbe dovuto passare sopra le gallerie della esistente linea Northern della metropolitana e contemporaneamente sotto una galleria di scale mobili con un margine di errore inferiore a un metro.

#### Salute, sicurezza e relazioni industriali

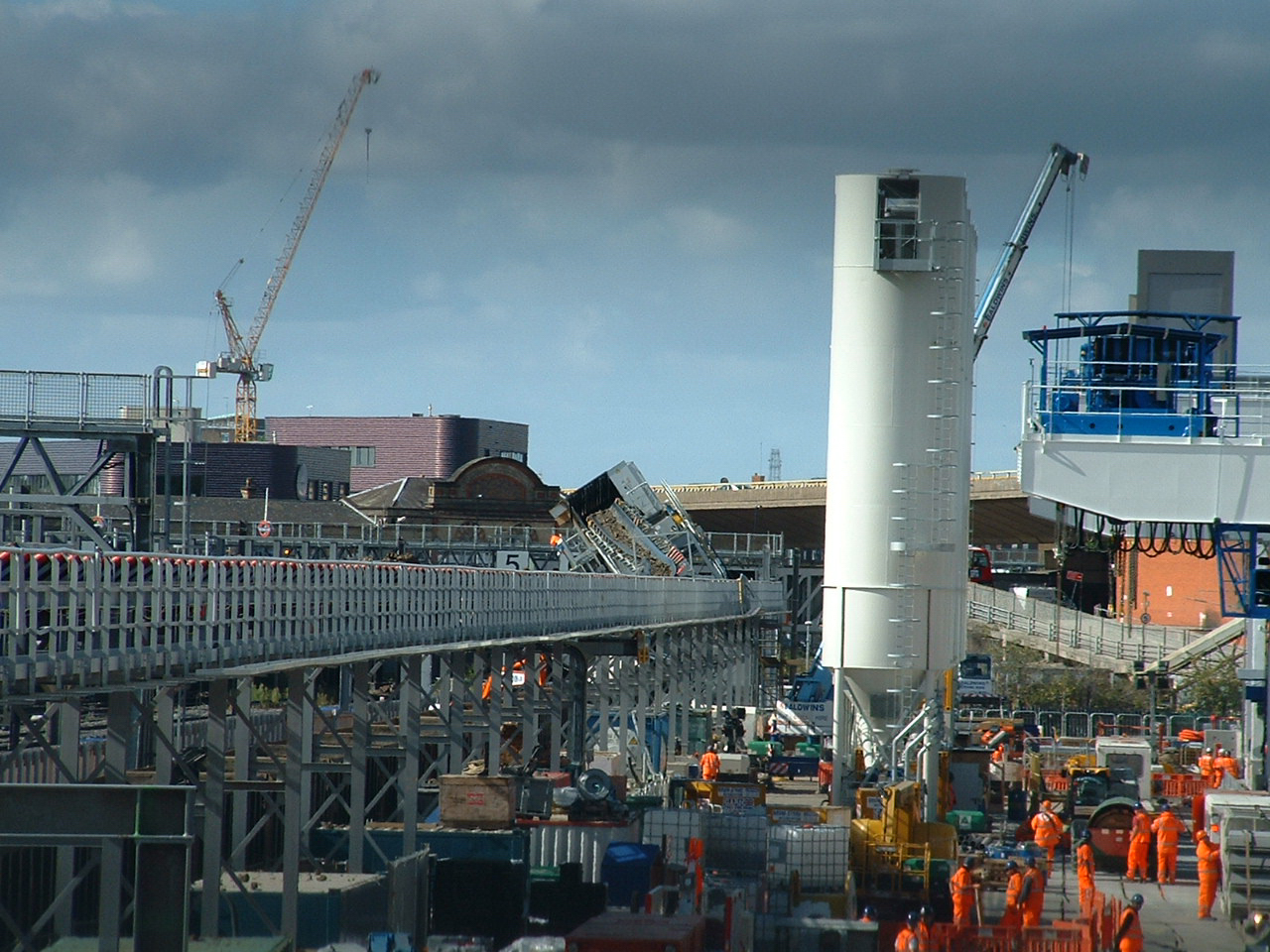
La gru a cavalletto crollata il 29 settembre 2012

Nel maggio 2012, un responsabile del BFK, ovvero la ATI formata da BAM Nuttall, Ferrovial Agroman e Kier Construction, ha fatto ricorso contro un loro subappaltatore, Electrical Installations Services Ltd. (EIS), con l'accusa che uno dei loro elettricisti era un attivista sindacale. Qualche giorno dopo, Pat Swift, il responsabile delle risorse umane per BFK ha nuovamente fatto ricorso alla EIS assieme a un regolare cliente della Consulting Association, istituto non-profit che detiene un database dei lavoratori edili britannici e che, dunque, è stato implicato in scandali riguardanti le liste nere dei lavoratori. EIS si è rifiutata di licenziare i propri lavoratori e ha, pertanto, perso il contratto. La perdita del contratto da parte di EIS ha causato picchetti presso il sito del Crossrail e anche presso i siti delle aziende che compongono la BFK. La Commissione Affari scozzese ha invitato l'allora Ministro del Commercio e dell'Industria britannico, Vince Cable, a istituire un'indagine governativa riguardante lo scandalo delle liste nere tra i lavoratori impiegati nella costruzione del Crossrail. L'elettricista è stato, infine, reintegrato.
Il 27 settembre 2012, una gru a cavalletto di sostegno a una tramoggia utilizzato per caricare carri ferroviari con rifiuti di scavo è crollata presso un cantiere vicino alla stazione di Westbourne Park, ribaltandosi di lato e causando la chiusura della linea ferroviaria adiacente.
Il 7 marzo 2014, Rene Tkáčik, un operaio edile slovacco, è rimasto ucciso a causa di un pezzo di calcestruzzo caduto mentre lavorava in un tunnel. Il 26 aprile, The Observer ha riferito i dettagli di un rapporto interno trapelato, elaborato da una società di consulenza di sicurezza indipendente per le imprese impiegate dalla società Crossrail Ltd. Il rapporto è stato rivendicato per indicare, oltre alle questioni di sicurezza, le cattive relazioni industriali e le pressioni sui lavoratori che, si dice, sono "troppo spaventati per denunciare gli infortuni per paura di essere licenziati".

### Inaugurazione
La perforazione delle gallerie ferroviarie venne ufficialmente completata nel giugno 2015 mentre la posa dei binari terminò nel settembre 2017.
A fine agosto 2018, quattro mesi prima dell'apertura programmata della linea ferroviaria, venne annunciato che il completamento avrebbe subito ritardi e che la linea non sarebbe stata aperta prima dell'autunno 2019. Dopo essere stata posticipata più volte, nell'agosto 2020 la società Crossrail annunciò che la linea sarebbe stata aperta nella prima metà del 2022. Nel maggio 2021 è iniziata la fase di prova.
Il costo stimato dell'opera è lievitato dai 14,8 miliardi di sterline iniziali ai 18,8 miliardi.
Il 17 maggio 2022 la linea è stata ufficialmente inaugurata dalla regina come parte delle manifestazioni organizzate in occasione del suo giubileo di platino. La sua partecipazione all'evento non era prevista, ma ha deciso comunque di presenziarvi con il figlio Edoardo per svelare la targa commemorativa dell'inaugurazione ufficiale che recita:

## Caratteristiche

### Percorso
| Continuation backward |

| Unknown route-map component "vSHI2gl-" | Unknown route-map component "d" |

| Unknown route-map component "dSTR" | Unknown route-map component "tdSTRa" | Unknown route-map component "d" |

| Unknown route-map component "KRWl" + Unknown route-map component "tSTR~L" | Unknown route-map component "tSTR~R" + Unknown route-map component "KRW+r" |

| + Unknown route-map component "tv-BHF-L" | Unknown route-map component "d" + Unknown route-map component "vKBHFe-R-" |

|  | Unknown route-map component "tHST" |

|  | Unknown route-map component "tHST" |

|  | Unknown route-map component "tCONTgq" | + Unknown route-map component "tKRZt" + Unknown route-map component "lHST-c2" | + Unknown route-map component "tSTRq" + Unknown route-map component "lHST-3" | + Unknown route-map component "tCONTfq" |

|  | + Unknown route-map component "tSTR" + Unknown route-map component "lHST-1" | + Unknown route-map component "lHST-c4" |

| + Unknown route-map component "tv-BHF-L" | Unknown route-map component "d" + Unknown route-map component "vKBHFa-R-" |

|  | Unknown route-map component "tdSTR~L" | Unknown route-map component "tSTR~R" + One way leftward | Unknown route-map component "dCONTfq" |

|  | Unknown route-map component "tCONTgq" | + Unknown route-map component "tKRZt" + Unknown route-map component "lHST-c2" | + Unknown route-map component "tSTRq" + Unknown route-map component "lHST-3" | + Unknown route-map component "tCONTfq" |

|  | + Unknown route-map component "tSTR" + Unknown route-map component "lHST-1" | + Unknown route-map component "lHST-c4" |

|  | Unknown route-map component "tABZgl" | Unknown route-map component "tCONTfq" |

|  | Unknown route-map component "tHST" |

| Transverse water | Unknown route-map component "tKRZW" | Transverse water |

| Unknown route-map component "udCONTg" | Unknown route-map component "tdSTRe" | Unknown route-map component "d" |

| Unknown route-map component "umvBHF" | Unknown route-map component "d" |

| Unknown route-map component "udCONTf" | Unknown route-map component "dTUNNEL1" | Unknown route-map component "d" |

| Straight track |

| Transverse water | + Unknown route-map component "tSTRa@g" + Transverse water | + Transverse water |

|  | Unknown route-map component "tHST" |

| Unknown route-map component "d" + Unknown route-map component "vCONTg-" | + Unknown route-map component "tvSTRe-" |

| Unknown route-map component "d" + Unknown route-map component "vSHI2g+l-" |

| Station on track |

| Continuation forward |

|  | Unknown route-map component "tCONTg" |

|  | Unknown route-map component "tCONTgq" | + Unknown route-map component "tKRZt" + Unknown route-map component "lHST-c2" | + Unknown route-map component "tSTRq" + Unknown route-map component "lHST-3" | + Unknown route-map component "tCONTfq" |

|  | + Unknown route-map component "tSTR" + Unknown route-map component "lHST-1" | + Unknown route-map component "lHST-c4" |

| Unknown route-map component "tCONTgq" | Unknown route-map component "tABZgr" |  |

| Unknown route-map component "d" |  | + Unknown route-map component "tvSTRe-" + Unknown route-map component "v-CONTg" |  |

| Unknown route-map component "d" |  | + Unknown route-map component "v-SHI2g+r" |  |

|  | + Unknown route-map component "utSTR2h+4" + Unknown route-map component "MFADE2+4" + Unknown route-map component "ulCONTf4" + Unknown route-map component "STR~L" | + Unknown route-map component "STR~R" |

|  |  | Unknown route-map component "ABZg+l" | Unknown route-map component "CONTfq" |

| + Unknown route-map component "uCONTgq" | + Unknown route-map component "uSTR+r" + Straight track + Unknown route-map component "unSTR+r" |

|  | + Station on track + Unknown route-map component "unKHSTe" |

|  |  | Unknown route-map component "ABZgl" | Unknown route-map component "CONTfq" |

|  | Unknown route-map component "STR~L" | + Unknown route-map component "utSTR2+4e" + Unknown route-map component "MFADE4+2" + Unknown route-map component "ulCONTf2" + Unknown route-map component "STR~R" |

|  | Continuation forward |

A ovest, il nuovo tunnel si collega alla Great Western Main Line presso Royal Oak, a ovest di Paddington. A est di Whitechapel la linea si divide in un nodo sotterraneo. Il ramo nord-orientale emerge per unirsi alla Great Eastern Main Line a Stratford. Il ramo sud-orientale corre in sotterranea fino ad Abbey Wood passando per Canary Wharf, Custom House e Woolwich. Questa diramazione riprende un tratto della precedente linea di Londra Nord costruita dalla società Eastern Counties and Thames Junction Railway e la collega alla ferrovia Lewisham-Rochester attraverso una galleria sotto il Tamigi a North Woolwich.
Ci sono nuove stazioni a Paddington, Bond Street, Tottenham Court Road, Farringdon, Liverpool Street e Whitechapel, con interscambi con i servizi della metropolitana di Londra e con altri servizi ferroviari locali e nazionali.
Le stazioni della linea sono tutte caratterizzate da un'architettura distintiva a livello stradale; a livello di marciapiede le stazioni presentano un'architettura identica, che comprende porte a tutta altezza con display integrati per le informazioni ai passeggeri.
Le banchine delle dieci stazioni del Crossrail sono state costruite per consentire la fermata di treni fino a una lunghezza di 240 m, qualora si dovessero rendere necessari per un elevato numero di passeggeri. Per questo motivo, grazie alla lunghezza e al posizionamento delle nuove banchine, la stazione di Farringdon è collegata anche alla stazione della metropolitana di Barbican, mentre quella di Liverpool Street alla stazione di Moorgate.

### Segnalamento
Il sistema di segnalamento in uso sulla ferrovia Crossrail è il controllo dei treni basato su comunicazione (CBTC) con ATO (con un possibile upgrade futuro con il sistema ETCS).

### Elettrificazione
Crossrail è elettrificata tramite linea aerea di contatto in corrente alternata con tensione a 25 kV e frequenza di 50 Hz AC, come sulla Great Eastern Main Line e sulla Great Western Main Line.

### Gallerie
Vi sono cinque sezioni in galleria, ognuna del diametro di 6,2 m, per un totale di 21 km di lunghezza. L'ampio diametro interno dei tunnel consentirà il transito dei treni della Class 345, più grandi dei tradizionali treni della metropolitana.
Le sezioni di cui sopra saranno:
- la galleria da Royal Oak a Farringdon, lunga 6,4 km;
- la galleria dalla Limmo Peninsula a Farringdon, lunga 8,3 km;
- la galleria da Pudding Mill Lane a Stepney Green, lunga 2,7 km;
- la galleria da Plumstead a North Woolwich, lunga 2,7 km;
- la galleria dalla Limmo Peninsula al Victoria Dock, lunga 0,9 km.

Ognuna delle cinque sezioni consiste di due gallerie scavate contemporaneamente con due talpe meccaniche per sezione. I rivestimenti delle gallerie saranno costruiti da lastre in cemento, alcune delle quali sono prodotte a Chatham Dockyard e poi trasportate da chiatte verso la Limmo Peninsula. Era stato inizialmente previsto che la progressione degli scavi dovesse essere di circa 100 metri a settimana. I principali contratti per lo scavo delle gallerie in questione sono stati valutati a circa 1,5 miliardi di sterline.

#### Frese meccaniche a piena sezione
Per il progetto si sono adoperate delle talpe meccaniche (o Tunnel Boring Machine abbreviato in TBM) del diametro di 7,1 m costruite in Germania dalla Herrenknecht. Ne erano in uso di due differenti tipologie: per la galleria sotto il fiume Tamigi, è utilizzata una tipologia slurry, adatta anche per scavare in terreni gessosi, mentre per le restanti gallerie sono usate delle macchine di equilibrio per la pressione della terra (EPBM) adatte per la costruzione di gallerie attraverso argilla, sabbia e ghiaia. Ciascuna talpa pesava circa 1.000 tonnellate ed era lunga oltre 100 metri.
A ciascuna talpa è stato dato un nome, così come da tradizione nella costruzione di gallerie. La società Crossrail ha indetto, nel gennaio del 2012, un concorso d'idee, al quale hanno partecipato oltre 2500 concorrenti, con l'obiettivo di stilare una lista di dieci nomi da dare alle varie talpe. A seguito di una votazione pubblica svoltasi nel febbraio dello stesso anno, sono stati annunciati le prime tre paia dei soprannomi da dare alle talpe:
- Ada e Phyllis, per le talpe che avrebbero scavato la galleria tra Royal Oak e Farringdon, in onore ad Ada Lovelace e Phyllis Pearsall;
- Victoria ed Elizabeth, per le talpe che avrebbero scavato la galleria tra la Limmo Peninsula e Farringdon, in onore alla Regina Vittoria e alla Regina Elisabetta II;
- Mary e Sophia, per le talpe che avrebbero scavato la galleria tra Plumstead e North Woolwich, in onore alle mogli di Isambard Kingdom Brunel e di Marc Isambard Brunel.

Successivamente, sono stati annunciati i nomi dell'ultimo paio di talpe:
- Jessica ed Ellie, per le talpe che avrebbero scavato la galleria tra Pudding Mill Lane e Stepney Green e tra la Limmo Peninsula e il Victoria Dock, in onore di Jessica Ennis-Hill e Ellie Simmonds.

### Traffico
Dal giorno dell'apertura della linea, il 24 maggio 2022, la stessa è servita dai treni del servizio ferroviario suburbano, brandizzato Elizabeth Line. Il servizio dell'Elizabeth Line è gestita dalla MTR Corporation (Crossrail) Ltd su concessione della London Rail di Transport for London, in maniera analoga al servizio della London Overground.

## Progetti

### Nuove stazioni

#### Silverton
Crossrail utilizza una porzione in disuso della vecchia ferrovia di Londra nord, a est di Custom House. Dalla parte meridionale del porto potrebbe essere costruita una stazione presso Silvertown. Fino al 2006 qui esisteva una stazione che però è stata abbandonata e demolita; il progetto prevedrebbe la costruzione di una nuova stazione che, però, sarà collocata leggermente più a oriente rispetto alla precedente.
Nonostante l'eventuale futura stazione di Silvertown, oltre a servire l'aeroporto di Londra-City (ora servito dalla stazione della DLR London City Airport), potrebbe fungere da volano per lo sviluppo e la riqualificazione dell'area, la sua costruzione non era prevista all'interno del Crossrail Act, e non sarà parte della costruzione iniziale. Infatti, per ora si ritiene che la DLR fornisca un adeguato servizio alle aree servite dalle ex-stazioni di Silvertown e di North Woolwich, anche per il fatto che il servizio della DLR è più frequente di quello che serviva precedentemente North Woolwich lungo la ferrovia di Londra nord.

### Nuove linee

#### Crossrail 2

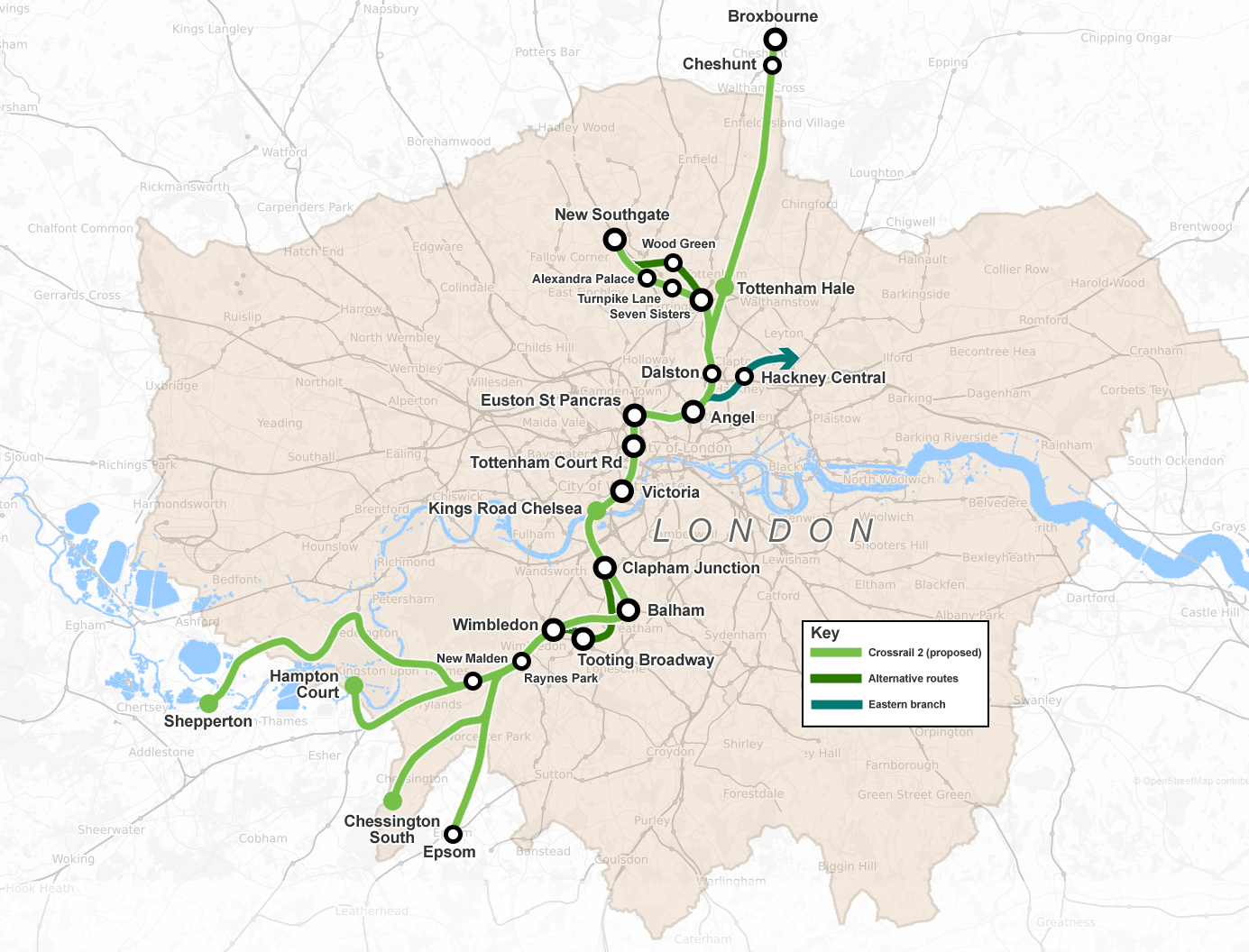
Crossrail 2

Un percorso del Crossrail 2 è stato preso in considerazione a partire dal 1991 ed è stato ribadito nel 2007, a seguito di una consultazione pubblica. Originariamente la proposta prevedeva che la linea Chelsea - Hackney (Chelney) avrebbe seguito il percorso della diramazione di Wimbledon della linea District fino a Parsons Green, da dove avrebbe quindi deviato dentro un nuovo tunnel nel quale sarebbe stata costruita la nuova stazione di Chelsea. Questa galleria sarebbe, dunque, proseguita in direzione del centro di Londra effettuando le fermate presso alcune delle principali stazioni ferroviarie, tra cui Victoria, King's Cross e St Pancras. Da qui Crossrail 2 sarebbe proseguito attraverso la città e si sarebbe congiunto alla North London Line della London Overground tra Hackney e Homerton, e si sarebbe poi incrociato alla Central line a Leytonstone, rilevando il servizio esistente fino a Epping della diramazione omonima della linea Central.
Il progetto di cui sopra, tuttavia, è stato modificato, conservando solamente la direzione da sud-ovest a nord-est. Con le modifiche del 2013, Crossrail 2 avrebbe avuto diversi capilinea a sud-ovest, utilizzando alcune tratte gestite da South West Trains, tra cui Shepperton, Twickenham, Hampton Court, Epsom e Chessington South, fornendo dunque un collegamento con il Surrey. Le varie diramazioni si sarebbero, dunque, ricongiunte a Raynes Park da dove si sarebbero dirette verso Wimbledon. Qui, anziché condividere il proprio percorso con la District line, Crossrail 2 si sarebbe diretto verso Tooting e Clapham Junction. Crossrail 2 avrebbe, da qui, servito le stazioni comprese nel primo progetto, ovvero Victoria, Tottenham Court Road e Euston-King's Cross St. Pancras, deviando infine verso Angel.
La linea da qui si sarebbe divisa in due diramazioni. Il piano originale dal 2013 prevedeva, per una di queste, fermate a Dalston Junction, Seven Sisters, Turnpike Lane e Alexandra Palace, che sarebbero state tutte rimodernate, mentre l'altro ramo, attraverso Hackney Central o Hackney Downs, si sarebbe congiunto alle Lea Valley Lines presso Tottenham Hale. Da qui Crossrail 2 avrebbe probabilmente proseguito il suo percorso lungo quella linea, o servendo tutte le stazioni o effettuando un servizio espresso fino a Cheshunt e Broxbourne che, poi, si sarebbe trasformato in locale, servendo tutte le stazioni della diramazione per Hertford Est della Londra-Cambridge, in Hertfordshire.
Con una consultazione iniziata nel giugno del 2014, si è modificato ulteriormente le proposta di cui sopra, tra cui il prolungamento di una diramazione da Alexandra Palace a New Southgate, la rimozione o il ricollocamento della stazione di Chelsea e lo spostamento del punto di divisione dell'estremità settentrionale della linea a dopo Dalston Junction o Hackney Downs, che avrebbe indotto Crossrail 2 a fermarsi in una sola delle due stazioni.
Se questa linea, originariamente, era stata proposta come una nuova linea della metropolitana di Londra, successivamente è diventata sempre più evidentemente parte del progetto del Crossrail. Durante il suo mandato da sindaco di Londra, Boris Johnson ne propose l'intitolazione di Churchill line in onore di Winston Churchill.
Nell'ottobre 2020 la TfL ha deciso di sospendere temporaneamente ogni lavoro sullo sviluppo e la progettazione del Crossrail 2, dichiarando che la documentazione finora prodotta è sufficiente per intraprendere il progetto quando i tempi saranno maturi. Nessuna data è stata comunicata per una eventuale ripresa del progetto.

#### Crossrail 3
Il progetto del Crossrail 3, sostenuto dagli ex sindaci di Londra Ken Livingstone e Boris Johnson, dovrebbe includere una galleria sotterranea della lunghezza di 4 chilometri che funga da collegamento tra Euston e Waterloo, collegando il corridoio della West Coast Main Line con servizi diretti verso sud. Tuttavia, Crossrail 3 è una proposta non ufficiale e non di competenza di Cross London Rail Links Srl.

## Controversie

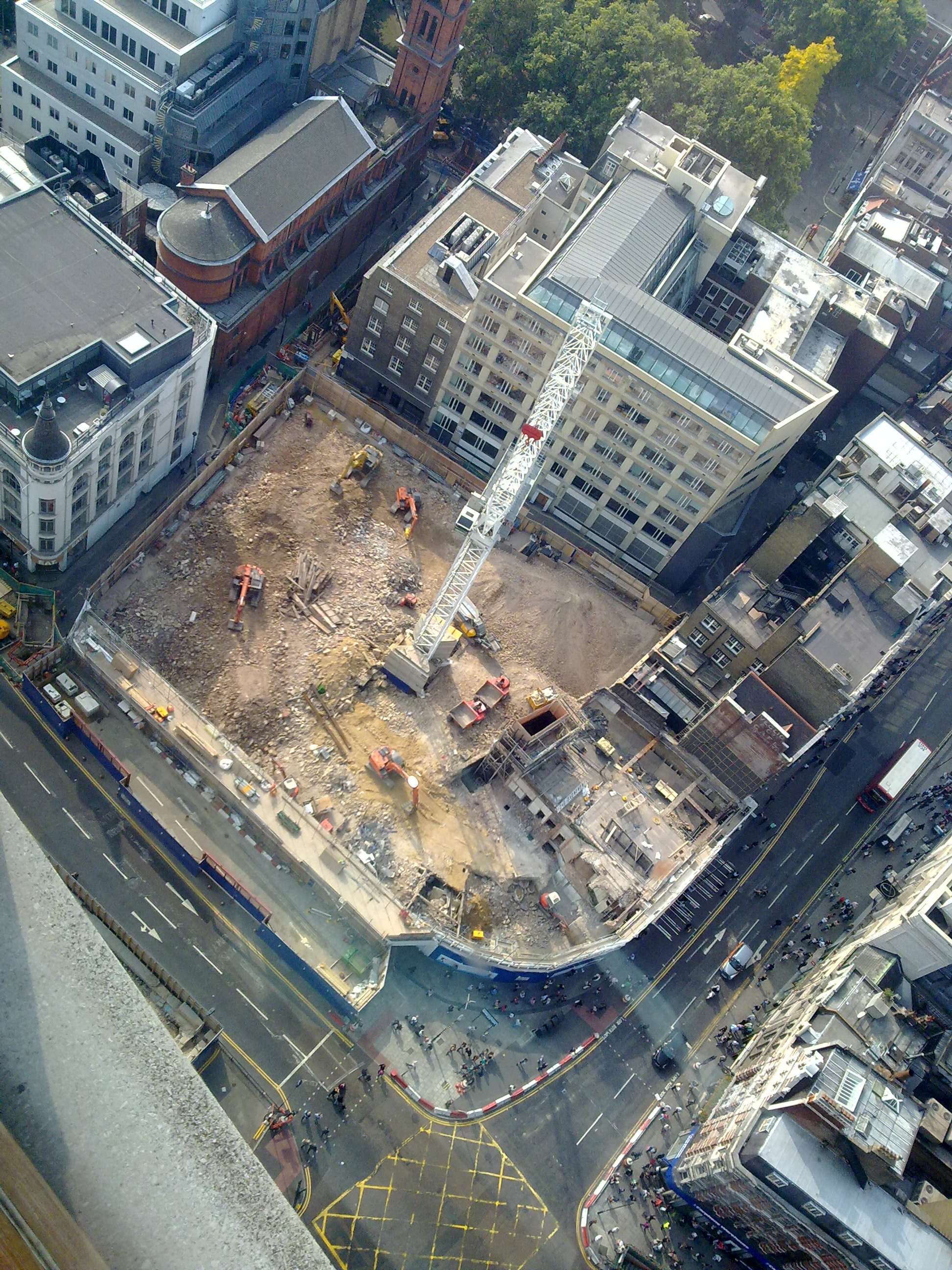
L'area di cantiere di Tottenham Court Road nel 2009. Quest'area include il sito dove si trovava un noto locale di musica, il London Astoria.

Alcuni politici dell'Est di Londra hanno contestato il progetto, considerandolo un servizio costoso che avrebbe apportato vantaggi principalmente alle imprese della City e dei Docklands, creando ulteriore disagi alle già indigenti aree dell'Est di Londra. Come conseguenza di queste critiche, si è scelto di modificare la strategia di rimozione del materiale scavato con chiatte da Leamouth piuttosto che adoperare il complesso sistema di trasporto originariamente proposto da Mile End.
Alcuni operatori di treni merci, tra cui DB Schenker Rail (UK) (già EWS), erano contrari al piano attuale perché sostenevano che avrebbe utilizzato gran parte della capacità ferroviaria rimanente per i treni merci e non avrebbe fornito un'adeguata capacità aggiuntiva sulle linee di raccordo, rendendo più difficile i servizi di trasporto merci dai porti del sud verso settentrione e aumentando i tempi del transito di merci.
Vi sono state rimostranze da parte degli appassionati di musica circa la chiusura di un certo numero di iconici locali da musica dovuta al rinnovamento dell'aree attraversate dalla linea. Il London Astoria, l'Astoria 2, il The Metro, il Sin e il The Ghetto sono stati demoliti per lasciare spazio all'ampliamento della biglietteria e decongestionare la stazione metropolitana di Tottenham Court Road, prima dell'arrivo del Crossrail.
Inizialmente, vi è stato molto disappunto tra i cittadini di Reading quando il progetto prevedeva l'attestamento a Maidenhead anziché a Reading. I promotori e il Governo hanno sempre sottolineato che non c'era nulla per prevenire l'estensione a Reading, in un eventuale futuro, se potesse essere giustificata. Nel febbraio 2008 è stato annunciato che il percorso di prolungamento per Reading si sarebbe potuto includere nel progetto finale e questo è diventato ancora più probabile da quando il Governo ha annunciato che la Great Western Main Line sarebbe dovuta essere elettrificata (anche a prescindere dal Crossrail). Finalmente, nel marzo del 2014 è stato annunciato che il percorso del Crossrail sarebbe stato esteso a Reading.
Nel febbraio del 2010, Crossrail Srl è stata accusata di intimidazione nei confronti dei residenti le cui proprietà, che si trovavano sul percorso della linea, erano in vendita per un valore inferiore a quello di mercato. Un susseguente rapporto dell'Assemblea di Londra è stato molto critico riguardo al modo insensibile con cui Crossrail aveva gestito gli espropri e la mancanza di assistenza fornita alle persone e alle imprese colpite.